# Pangempon (Bawang)
Pangempon is een bestuurslaag in het regentschap Batang van de provincie Midden-Java, Indonesië. Pangempon telt 1098 inwoners (volkstelling 2010).